# Limnophila alpica
Limnophila alpica är en tvåvingeart som beskrevs av Alexander 1929. Limnophila alpica ingår i släktet Limnophila och familjen småharkrankar. Inga underarter finns listade i Catalogue of Life.